# Reflecting Team
Das Reflecting Team ist eine von Tom Andersen in den 1980er Jahren entwickelte Methode des Reflexionsgesprächs in der Systemischen Therapie. Dabei geht es um eine angeleitete Reflexion durch mehrere zusätzlich anwesende Therapeuten. Das Besondere dabei ist, dass die zusätzlich anwesenden Therapeuten hinter einer Einwegscheibe im Beobachtungsraum – mit Zustimmung der Klienten – den Therapieprozess und somit auch die Klienten reflektieren.

## Vorgehen
Im Therapieraum findet zwischen dem Psychotherapeut und den Klienten ein therapeutisches Gespräch statt. Systemisch gesehen kreieren sie ein therapeutisches System bestehend aus ihren Interaktionen bzw. Kommunikationen. In einem zweiten Raum, dem Beobachtungsraum, befindet sich ein therapeutisches Team. Dieses Reflecting Team kann durch eine Einwegscheibe den Therapieprozess beobachten und hören. Eine Variation stellt das sog. Fokussierenden Team dar, bei dem das therapeutische Team direkt mit Therapeut und Klienten im Raum sitzt. Diese Variation wird oft aus pragmatischen Gründen gewählt, wobei diverse Störfaktoren der teilnehmenden Beobachtung nicht berücksichtigt werden und somit das Konzept des Reflecting Team wissenschaftlich wertlos wird.
Die Durchführung des Reflexionsgespräches beinhaltet drei Phasen. Die erste Phase dient zur „Datengewinnung“ für das therapeutische Team. Während der Psychotherapeut mit der Familie in einen Dialog geht, hört das Reflecting Team hinter der Scheibe aufmerksam zu, beteiligt sich jedoch in der Regel nicht aktiv am Gespräch. Auch die Mitglieder des Reflecting Teams kommunizieren aus Respekt gegenüber dem anderen System währenddessen nicht untereinander. Zusätzlich zur Betrachtung des geschilderten Problems kann das Team hinter der Scheibe analysieren, wie die Klienten ihre Schlüsse ziehen, wie sie diese erklären und auf welche Weise sie nach Alternativen und Lösungsmöglichkeiten suchen. Auf diese Weise ist es möglich, Rückschlüsse auf die zugrundeliegenden Denkmuster der Klienten zu erreichen. Im Verlauf der Durchführung sollte auch der Interviewer im Gespräch mit der Familie einen Wechsel auf die Meta-Ebene „Wie ist es zu diesem Problem gekommen?“ erreichen. Diese erste Phase dauert normalerweise 30 bis 40 Minuten.
Nach dieser Zeit werden die Aufgaben gewechselt. Nun denken die Mitglieder des Reflecting Teams laut über den von ihnen soeben beobachteten Gesprächsprozess nach und tauschen Ideen bezüglich der Klienten aus. Die Klienten und der Therapeut hören sich die Gedanken des Reflecting Teams an, die in einer wertschätzenden, unterstützenden und hilfreichen Art und Weise geäußert werden. Hierbei sollte das Reflecting Team seine Gedanken in spekulativer Art und Weise formulieren. Es sollte Formulierungen wie „Ich bin mir nicht sicher“, „Mir kam es so vor“, „Vielleicht“, „Ich hatte das Gefühl, dass“ verwendet werden. Die Reflexionen sollen dadurch die Qualität eines unverbindlichen Angebotes haben und nicht wie Anordnungen oder Belehrungen kommuniziert werden. Diese Phase dauert in der Regel 10 bis 15 Minuten.
In einer letzten Runde sprechen die Klienten mit dem Therapeuten über eigene Gedanken, die beim Zuhören entstanden sind. Diese Wechsel von Interviewebene zur Reflexionsebene können mehrmals erfolgen, in der Regel 2–3 Mal. Dabei sollte darauf geachtet werden, dass das Familie-Therapeut-System das letzte Wort hat.
Auf diese Weise kann eine zusätzliche Beobachtungsebene und Außenperspektive erzeugt werden: Der Therapeut, der mit den Klienten arbeitet, kann von Beobachtern, die nicht Teil dieser therapeutischen Beziehung sind, Informationen erhalten, die ihm ohne dieses Setting nicht zugänglich wären.
Das Reflecting Team sollte idealerweise aus drei Personen bestehen, von denen eine Person der Therapeut ist und die anderen zwei Personen hinter der Einwegscheibe beobachten. Besteht das Reflecting Team aus mehr als 4 Personen, also mehr als 3 beobachtenden Personen, so sollten die anderen Personen weiter im Hintergrund sitzen und sich nur bei expliziter Aufforderung zur Problemstellung äußern, um ein Gleichgewicht zwischen beiden Systemen sicherzustellen.

## Ursprung
Die Entwicklung des Reflecting Teams geht auf den systemischen Ansatz der Milan-Methode von Selvini-Palazzoli und Kollegen aus dem Jahr 1978 zurück. Dieser Ansatz fokussierte bereits eine grundlegend kollaborative Zusammenarbeit und einen Austausch zwischen mehreren Therapeuten und den Klienten. Der Hauptunterschied zum Reflecting Team besteht darin, dass hierbei das beratende Team seinen Input ausschließlich dem Interviewer mitteilt und dieser den Input an die Familie weitergibt. Andersen’s Reflecting Team fokussiert einen gemeinsamen Austausch zwischen dem therapeutischen Team und der Familie bzw. den Klienten.
Andersen führte das erste Reflecting Team im Jahre 1985 durch.

## Grundhaltung der Parteien
Andersen sieht als Grundstein für eine funktionierende Arbeit mit dieser Methode, dass die Beziehung beider Parteien zueinander „sicher“ genug ist. Die Grundhaltung beider Seiten sollte ehrlich interessiert und nicht übergriffig sein. Sowohl das Reflecting Team als auch die Familie sind beide als autonome Systeme zu respektieren. Jede Seite kann diejenigen Punkte thematisieren, die sie bevorzugt. Während der Interviewer mit der Familie spricht, wird dieser idealerweise nicht vom Team unterbrochen und noch nicht auf bestimmte Themen hingewiesen. Das System aus Interviewer und Familie wird zunächst sich selbst überlassen. Jede Person aus dem Team hinter der Scheibe respektiert die Autonomie der anderen Personen, ihre eigenen Ideen zu kreieren und zu äußern. Daher wird hinter der Scheibe zugehört und nicht gesprochen oder diskutiert, bis das Reflecting Team explizit dazu aufgerufen wird.

## Ziel
Das Setting lässt sich zur Erreichung therapeutischer Ziele nutzen. Vom therapeutischen Team kann aus dem Beobachtungsraum heraus unterstützend (im Sinne einer gewollten Störung der Zirkularität) auf das therapeutische System im Therapieraum eingewirkt werden. Diese unterstützende Ergänzung kann eine einfache Unterbrechung der Sitzung bis hin zu komplexen Botschaften an die Klienten sein.
Der erhöhte Aufwand (mehrere Therapeuten) führt zu einer höheren Vielfalt der Perspektiven, vermindert Therapiefehler und Einseitigkeiten und ermöglicht Effektivität.  Unter anderem durch diese Methode setzt die Systemische Therapie ihre mehrere Perspektiven umfassende Analyse um.
Auch für das Leiten von Gruppensitzungen außerhalb des klinischen Kontextes kann die Methode angewendet werden, z. B. in Form eines Trainings.